# Спасете ме
„Спасете ме“ (на английски: Rescue Me) е американски сериал, комедийна драма, чието излъчване е по канал FX между 21 юли 2004 г. и 7 септември 2011 г. Сериалът разказва за живота на група пожарникари от пожарната на Ню Йорк.
Шоуто следва главно живота на пожарникаря ветеран Томи Гавин (Денис Лиъри) и неговото проблемно семейство, които се справят с истински житейски проблеми, включително травмата от 11 септември 2001 г. или домашни проблеми.

## „Спасете ме“ в България
В България сериалът започва излъчване по AXN, като първи и втори сезон са пуснати със субтитри на български. Трети сезон започва на 8 февруари 2009 г., всяка неделя от 22:00 с дублаж на български. Веднага след него на 10 май започва четвърти сезон със същото разписание и завършва на 9 август, като на 7 юни не е излъчен епизод. На 10 август 2010 г. започва пети сезон, всеки вторник от 22:10 и четвъртък от 22:00, а от 5 октомври само във вторник. На 16 ноември започва шести сезон, всеки вторник от 21:00 със субтитри. На 14 юли 2011 г. започва седми сезон, всеки четвъртък от 23:00. Последният епизод е излъчен на 8 септември. Дублажът е на студио Александра Аудио.
На 26 декември 2007 г. започва излъчване по Нова телевизия с разписание през делничните дни от 22:30. Заглавието е преведено като „Спаси ме“. Първи сезон завършва на 15 януари 2008 г. На 8 септември 2011 г. започва пети сезон първоначално с разписание от вторник до събота от 00:00. От 13 септември се излъчва от 23:30. На 10 юли 2013 г. започва шести сезон, всеки делник от 23:45 и завършва на 25 юли. На 20 август 2014 г. започва седми сезон от вторник до събота от 00:45 и приключва на 30 август. Дублажът е на Арс Диджитал Студио, чието име се споменава от пети сезон.
На 19 февруари 2009 г. започва повторно излъчване на първи сезон по Диема, всеки делник от 16:30 с повторение на следващия ден от 05:10. Веднага след него започва втори сезон, който е последван от трети, чийто последен епизод се излъчи на 14 април. На 8 юни 2010 г. започва ново излъчване от първи сезон, всеки делничен ден от 13:30 с повторение от 06:00. На 2 август започва четвърти сезон и завърва на 18 август. На 3 февруари 2011 г. започва пети сезон, всеки делничен ден от 16:30 и приключва на 4 март. На 9 декември 2012 г. започва шести сезон, всяка събота и неделя от 19:30. Дулблажът също е на Арс Диджитал Студио.
На 29 май 2014 г. започва повторно по bTV Cinema, всеки делник от 18:00 с повторение от 06:00. Дублажът е записан наново. На 11 ноември започва втори сезон, всеки делник от 20:00 с повторение от 01:00.
В дублажа на Арс Диджитал Студио ролите се озвучават от артистите Татяна Захова, Таня Димитрова от пети до седми сезон, Николай Николов, Борис Чернев от първи до четвърти сезон, Владимир Пенев и Илиян Пенев. В дублажа на Александра Аудио се озвучават от Даринка Митова, Христо Бонин, Сава Пиперов, Лъчезар Стефанов и Василка Сугарева. В дублажа на bTV се озвучават от Ася Братанова, Даниела Сладунова, Момчил Степанов, Светломир Радев в първи сезон, Тодор Георгиев от втори и Иван Велчев.